# Geometra euryagyia
Geometra euryagyia là một loài bướm đêm trong họ Geometridae.